# Trenggulunan (Ngasem)
Trenggulunan is een bestuurslaag in het regentschap Bojonegoro van de provincie Oost-Java, Indonesië. Trenggulunan telt 2603 inwoners (volkstelling 2010).